# Tiburón 3-D
Tiburón 3 (Título original: Jaws 3-D) es una película de terror y thriller dirigida por Joe Alves y protagonizada por Dennis Quaid. Fue estrenada en 1983 y tuvo una recepción desfavorable por parte de la crítica.
Jaws 3-D es la tercera entrega de Tiburón de 1975, que debido al estreno anterior de una película italiana con el título de Tiburón 3 (titulada originalmente L´ultimo squalo) a esta se le complementó el 3-D en el título de la película.

## Argumento
Un gran tiburón blanco sigue a un equipo de esquiadores del agua. El motor del barco se apaga pero el conductor del barco de esquí se las arregla para encender el motor antes de que el tiburón logre acercarse. El tiburón sigue a los esquiadores de agua al parque SeaWorld, lanzándose hacia la puerta del parque -que hace que tenga salida al mar- fuera de sus carriles mientras se está cerrando. Mientras tanto, en Florida anuncian la apertura de una nueva atracción de SeaWorld que está bajo el agua, la atracción trata sobre túneles que permitirán ver a los animales del parque.
Kathryn Kay Morgan, bióloga marina de alto nivel de SeaWorld, se pregunta por qué los delfines Cindy y Sandy tienen tanto miedo de salir. Mientras tanto Sean Brody, el hermano menor de Mike, visita a Mike y Kay. Shelby Overman se sumerge en el agua para reparar y asegurar las puertas pero es asesinado por un tiburón. Esa noche, dos hombres con equipo de buceo logran colarse en el parque en un pequeño bote inflable para robar coral con la intención de venderlo. Los dos buzos son asesinados por el tiburón, que también muerde y hunde el bote inflable.
Al día siguiente, Kay y Mike Brody informan sobre la desaparición de Overman, y utilizan un pequeño submarino para buscar a través de un galeón español bajo el agua. A pesar de que los delfines Cindy y Sandy tratan de mantenerse fuera, empiezan a actuar extraño. Al acercarse al galeón español se encuentran con un pequeño tiburón blanco que los ataca, pero los delfines logran rescatar a Kay y Mike.
El administrador del parque, Calvin Bouchard, no cree la historia del tiburón, pero la historia es emocionante para el amigo oceanógrafo / realizador publicitario-obsesionado Phillip FitzRoyce, amigo de Calvin, que manifiesta su voluntad de matar al tiburón en la televisión. Kay cree que matar el tiburón sería bueno para un titular, pero la captura y el mantenimiento de un gran tiburón blanco en cautiverio garantizaría equipos de televisión y dinero constantemente en SeaWorld. Una noche el joven tiburón es capturado. Calvin desesperado, da la orden de que se traslade un pequeño tanque de exhibición, donde se lo coloca, aunque más tarde muere en el estanque.
En los túneles bajo el agua los turistas quedan aterrorizados cuando ven el cadáver de Overman flotar hasta una ventana. Kay examina las marcas de mordidas en el cadáver de Overman y se da cuenta de que el tiburón que mató a Overman debe ser la madre del pequeño tiburón que murió en el estanque y, debido a que Overman murió en el interior del parque, el tiburón madre también debe estar allí. Kay, al ver la base de la forma de la mordedura, concluye que la boca del tiburón debe ser de unos tres pies de ancho y por lo tanto el tiburón mide 35 pies de largo. Esto captura la atención de FitzRoyce, pero Kay no puede convencer a Calvin hasta que el tiburón enorme se muestra a sí mismo en la ventana de café bajo el agua del parque, aterrorizando a los clientes.
El tiburón surge del agua y empieza a perseguir a los esquiadores de agua. Kelly y el hermano de Mike, Sean, son atacados por el tiburón. El tiburón ataca a Kelly y le causa una herida en su pierna, luego se sumerge de nuevo al agua y ataca a los túneles bajo el agua causando una fuga en la que casi se ahogan todas las personas, dejándolas encerradas en los túneles.
FitzRoyce y su ayudante Jack atraen al tiburón en el tubo de filtración para acabar con él. El tiburón logra atrapar a FitzRoyce en su boca, FitzRoyce intenta utilizar una granada para matarlo, pero el tiburón aparentemente se lo traga antes de que pueda tirar del pasador de seguridad. Con el tiburón de forma segura en la tubería, Mike y Kay se sumergen para reparar el túnel bajo el agua, por lo que los técnicos pueden restaurar la presión del aire y salvar a los clientes, Calvin ordena apagar la bomba de filtración para sofocar el tiburón, aunque el escualo se logra liberar de la tubería y ataca a Mike y Kay. Ellos logran escapar gracias a la ayuda de los delfines Cindy y Sandy, que atacan al tiburón para distraerlo, brevemente las personas en los túneles bajo el agua logran escapar.
Mike y Kay se reúnen con Calvin en la sala de control, pero el tiburón aparece delante de la ventana y rompe el cristal haciendo que se inunde el local, y uno de los técnicos queda inconsciente. Calvin se las arregla para nadar y rescatar al técnico inconsciente, pero otro técnico es comido por el tiburón en el proceso. Mike se da cuenta del cadáver de FitzRoyce en la garganta del tiburón con la granada en la mano, Mike utiliza un poste para tirar del pasador de la granada, matando al tiburón. Mike y Kay escapan a la superficie y se reúnen con los delfines Cindy y Sandy.

## Reparto
- Dennis Quaid como Michael "Mike" Brody.
- Bess Armstrong como la doctora Kathryn "Kay" Morgan.
- Simon MacCorkindale como Philip FitzRoyce.
- Louis Gossett Jr. como Calvin Bouchard.
- John Putch como Sean Brody.
- Lea Thompson como Kelly Ann Bukowski.
- P. H. Moriarty como Jack Tate.
- Alonzo Ward como Fred.
- Daniel Stewart como Ed, el ladrón de coral.
- Jim Wilhelm como Randy, el ladrón de coral.
- Liz Morris como Liz.
- Dan Blasko como Dan.
- Lisa Maurer como Ethel.
- Harry Grant.
- Andy Hansen.
- P. T. Horn como el guía del túnel.
- John Edson, Jr. como Bob Woodbury.
- Kaye Stevens como Mrs. Kallender.
- Rich Valliere como Leonard Glass.
- Cathy Cervenka como Sherrie.
- Jane Horner como Suzie.
- Kathy Jenkins como Sheila.
- Steve Mellor como un anunciante.
- Ray Meunnich como un paramédico.
- Les Alford como un reportero.
- Gary Anstaett como un reportero.
- Scott Christoffel como un trabajador.
- Debbie Connoyer como la esquiadora que grita.
- Mary Davis Duncan como el reportero de la fiesta.
- John Floren como un trabajador.
- John Gaffey como Rick.
- Joe Gilbert como Mr. Brit.
- Will Knickerbocker como un hombre entre la multitud.
- Jackie Kuntarich como un esquiador.
- Edward Laurie como un turista.
- Holly Lisker como una mujer en el túnel.
- M. J. Lloyd como una mujer pirata.
- Carl Mazzocone como un jugador.
- Ken Olson como Red.
- Ronnie Parks como Clyde.
- Al Pipkin como Mr. Bluster.
- Barbara Quinn como una persona ansiosa en el túnel.
- Irene Schubert como una reportera.
- August Schwartz como Ted.
- Sandy Scott como un concesionario.
- Tony Shepherd.
- Dolores Starling como Charlene Tutt.
- Tamie Steinke como Candy.
- Roxie Stice.
- Laurie Thomas como una guía turístico.
- Carol Tracy como una turista.
- Laura Tracy como una chica en el túnel.
- Patrice Wallace como un esquiador.
- Doreen Weese como Mrs. Brit.
- Jon Freda como un reportero.
- Melody Gold como una chica en el túnel.
- Guy Messenger.
- Kevin Tyson.

## Datos sobre el estreno
La película hizo uso del 3-D, durante el renovado interés de esta tecnología a principios de los 80, que también usaron filmes como Viernes 13 Parte III y Amityville 3-D. El público debía usar unas gafas de cartón desechables polarizadas para crear la sensación de que los elementos se salían de la pantalla. Varias tomas y secuencias fueron diseñadas para utilizar el efecto, como la escena de la destrucción del tiburón.

## Recepción de la crítica
La película fue criticada muy negativamente. Variety la describió como «tibia» declarando que el director Joe Alves «fracasa al pasar tanto tiempo con el tiburón blanco». Además tiene un índice de 12% en Rotten Tomatoes.

## Premios y nominaciones

### Premios Golden Raspberry de 1983
| Categoría             | Persona                    | Resultado |
| --------------------- | -------------------------- | --------- |
| Peor película         | Universal Pictures         | Nominada  |
| Peor actor de reparto | Louis Gossett, Jr          | Nominado  |
| Peor director         | Joe Alves                  | Nominado  |
| Peor guion            | Richard Matheson           | Nominado  |
| Peor nueva estrella   | Los delfines Cindy y Sandy | Nominado  |